# Пахарник
Пахарник е исторически ненаследствен болярски титул във Влахия и Молдова.
Пахарник е местният еквивалент на „Чашник“. В течение на времето тя се превъръща в главна административна служба, като във Влашко има и военна функция. В двете дунавски княжества пахарниците представляват свитата от боляри осигуряваща своеобразната частна армия на владетеля – известните сеймени във Влашко през XVII век.
Датиращи от около 1400 г. във влахо-българските грамоти, пахарниците са в челните редици на политическия живот във Влахия през следващите два века, като най-често са свързани с фамилиите Крайовеску и Флореску. Влашките пахарници са особено важни през 16-и и 17 век, когато те включват фигури като Лупу Мехединяну, Раду X Щербан и Матей Басараб.
Пахарниците са начело на влашката опозиция в защита срещу наложените фанариоти за владетели на Влашко и Молдова от Ахмед III по времето на епохата на лалетата. От около 1720 г., в резултат от възхода на Фанариотите, пахарниците са превърнати във втора класа боляри.
След Одринския мирен договор (1829), по време на руската окупация, започва постепенно възраждане на пахарниците в двете княжества, като руският режим от 1834 – 1854 г. признава множество титули на пахарници – включително на Йон Елиаде-Радулеску. Тази политика води до социално напрежение, поради и което спомага за избухването на влашка революция по време на пролетта на народите.
Правният историк Иван Билярски отбелязва, че румънският термин произлиза от византийския „пинкерн“ и е негов функционален еквивалент. Опити за романизация на титлата има още от 1670-те години на Мирон Костин, който използвайки стандартизирано полско изписване възпроизвежда титула Paharnik. Преди 1600 г. във влахо-българските грамоти титулът е изписван и диалектно като Канатник – от кана/чаша. Този титул се среща по-често в употреба в Молдова, където обикновено е бил изписван като Чашникь.
Терминът се споменава за първи път във Влашко при Мирчо Стари (1386 – 1418) и в Молдова при Александър I Добрия (1400 – 1432). Буквалната семантика на титлата е на виночерпец за владетелския двор. По силата на Парижката конвенция (1858) откриваща пътя за обединение на Влашко и Молдова, и премахваща редица болярски и данъчни привилегии, титлата е изпразнена от съдържание.
|  | Тази страница частично или изцяло представлява превод на страницата Paharnic в Уикипедия на английски. Оригиналният текст, както и този превод, са защитени от Лиценза „Криейтив Комънс – Признание – Споделяне на споделеното“, а за съдържание, създадено преди юни 2009 година – от Лиценза за свободна документация на ГНУ. Прегледайте историята на редакциите на оригиналната страница, както и на преводната страница, за да видите списъка на съавторите. ВАЖНО: Този шаблон се отнася единствено до авторските права върху съдържанието на статията. Добавянето му не отменя изискването да се посочват конкретни източници на твърденията, които да бъдат благонадеждни. |